# Robert Claussen

Robert Claussen

Robert Claussen (* 10. Mai 1909 in Boppard; † 3. August 1941 bei Pawlowka/Ukraine) war ein deutscher Politiker (NSDAP).

## Leben und Wirken
Nach dem Besuch der Volksschule und der Handelsschule arbeitete Robert Claussen von 1927 bis 1931 als kaufmännischer Angestellter in einem Architektenbüro und in einer Zigarrenfabrik. Nach seinem Eintritt in die NSDAP (Mitgliedsnummer 106.852) leitete er bis 1932 die NSDAP-Ortsgruppe in Boppard. 1931 wurde er hauptamtlicher Mitarbeiter in der Gauleitung von Koblenz-Trier: zuerst als Gauschatzmeister, dann als Kreisleiter des Kreises Koblenz. Seit 1931 trat er zudem als Gauredner der NSDAP auf.
Am 15. November 1934 wurde Claussen Ratsherr der Stadt Koblenz und später Beauftragter der NSDAP für diese Stadt. Am 1. März 1935 wurde er zusätzlich zum Mitglied des Provinzialrats der Rheinprovinz ernannt, in dem er auch das Amt des Schriftführers innehatte. Im Stadtverwaltungsgericht von Koblenz bekleidete er zudem das Amt eines Beisitzers.
Von März 1936 bis zu seinem Tod 1941 saß Claussen als Abgeordneter für den Wahlkreis 21 (Koblenz-Trier) im nationalsozialistischen Reichstag. Nach seinem Tod wurde sein Mandat bis zum Ende der NS-Herrschaft im Frühjahr 1945 von Albert Urmes weitergeführt.
Claussen, der am 30. Januar 1938 mit dem Goldenen Parteiabzeichen der NSDAP ausgezeichnet wurde, wurde im Februar 1940 zur Wehrmacht einberufen. Er starb nach dem deutschen Angriff auf die Sowjetunion im August 1941 in der Ukraine.